# Viorel Rogoz

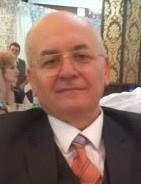
Viorel Rogoz, la 65 de ani

Viorel Rogoz (n. 24 iulie 1950, Giurtelecu Hododului, județul Satu Mare) este un etnolog român.

## Moto:
„Eu cred că orice ins născut la sat, într-o familie tradițională, poartă în sine, în ființa sa, o modestă comoară, care face parte din fondul primar al amintirilor sale și totodată al culturii sale: jocurile de copii, cântecele și poveștile, riturile și miturile satului. Ele precedă elementele culturii scrise, vehiculate prin intermediul școlii și al celorlalte mijloace de comunicare, alcătuind un gen de matrice a viitoarei sale personalități culturale. Nostalgia satului, a rădăcinilor, cheamă automat această matrice în amintirea celor plecați în lumea orașului. De aici și până a identifica și alte componente ale universului folcloric și a le explica, nu e decât un pas”. (Dumitru Pop)

## Biografie

### Data și locul nașterii
Născut la 24 iulie 1950, într-o familie tradițională (cu strămoși atestati documentar în 1569), Viorel Rogoz poartă în sine matricea spirituală a satului natal, Giurtelecu Hododului, jud. Satu-Mare, așezare la poalele Codrului, un „ținut încărcat de podoabe și valori patrimoniale, făurite într-un timp istoric ce coboară până în vremea dacilor și dincolo de aceasta.” 
Prima atestare, ca sat românesc, a Giurtelecului este 1378 (Gertheleke, Gyurgteleke, Gywrgthelek; în maghiară, Giurtelecu înseamnă proprietatea lui Gheorghe), iar cele mai vechi vestigii cunoscute până acum, din hotarul localității, datează din epoca bronzului (așezarea de pe "Dealul Nucilor"), pe limita relativă a hotarului cu satele învecinate Orțâța, Oarța de Sus și Bicaz, unde există morminte tumulare (Dâmburele în Giurtelec) din aceeași epocă.

### Familia Rogoz
Viorel Rogoz (fiul lui Vasile și al Iulianei Rogoz născută Dan) și-a început studiile în satul natal (1957-1965), a continuat cu cele liceale la Cehu-Silvaniei, jud. Sălaj (1965-1969), apoi cu cele universitare (1969-1973) la Facultatea de Filologie, specializarea Limba și literatura română - Limba și literatura franceză, în Universitatea „Babeș-Bolyai” din Cluj Napoca și doctorale, la aceeași universitate clujeană.

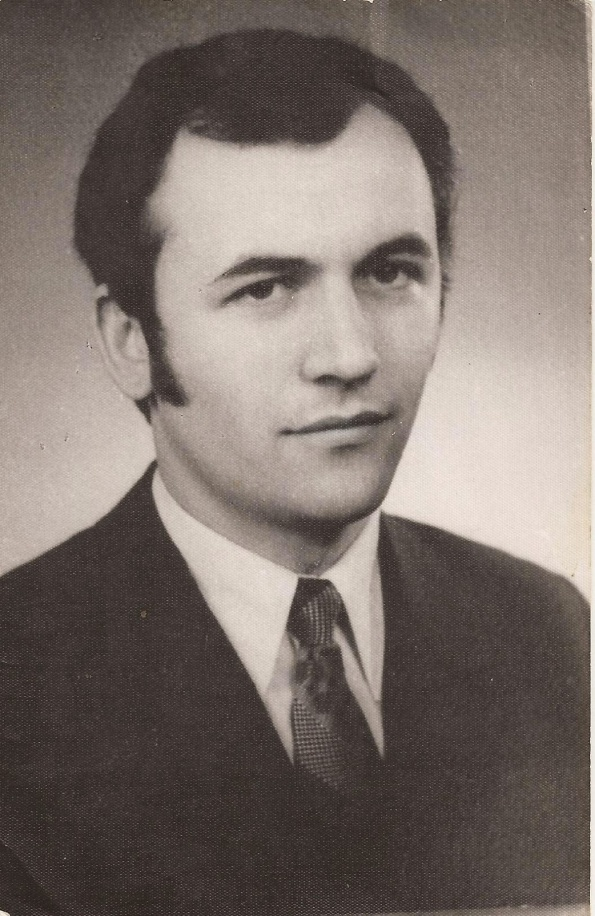
Viorel Rogoz

### Tinerețea
Folclorul, limba și viața poporului l-au fascinat încă din primii ani de studenție, când, sub îndrumarea mentorilor săi - profesorii Dumitru Pop, Ion Cuceu, Ion Șeuleanu, Nicolae Bot – s-a aplecat spre studiul acestora dintr-o perspectivă mai largă, etnologică și antropologică. Studentul Viorel Rogoz a activat în Cercul de Folclor existent la Facultatea de Filologie și a participat la cercetările de teren organizate. Cercul de Folclor, înființat de profesorul D. Pop încă în 1955, a devenit mai târziu Cerc de Etnologie și a reprezentat un cadru favorabil în care s-au format de-a lungul timpului personalități științifice, între care și etnologul Viorel Rogoz.
„Satul natal a constituit, pentru tânărul ce se iniția în vastul domeniu al acestei discipline științifice, principalul câmp de activitate practică, acela pe care își va construi și verifica progresiv metoda de cercetare, ajungând astfel la o excelentă pregătire teoretică și de teren.” 
Cercetările sale în Ținutul Codrului s-au concretizat în numeroase comunicări și articole publicate, între care studiul Codrul –zonă „de trecere” ,dar, mai cu seamă, în lucrarea de licență Contribuții la cercetarea magiei (1973)
și teza de doctorat Relațiile de familie

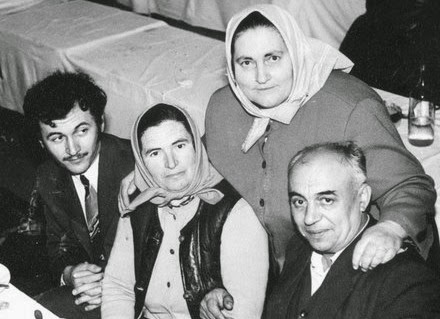
Viorel Rogoz împreună cu părinții și mătușa Ileana (a Pandurului)

în folclorul Zonei Codru (1989).

## Activitatea profesională
După o perioadă de
activitate în învățământul preuniversitar (1973-1990, profesor de limba
franceză la Liceul din Livada, jud. Satu-Mare), Dr. Viorel Rogoz accede în
învățământul universitar, devenind cercetător la Arhiva de Folclor a Academiei
Romane - Filiala Cluj, profesor de etnologie-antropologie la Universitatea
Tehnică Cluj Napoca (C.U.N.B.M.), unde a predat cursuri de: Introducere în studiul culturii populare,
Școli, curente, direcții în antropologia culturală, Mitologie, Metode de
cercetare în etnologie, Practică de cercetare, Marketing tribal.
Membru al Asociației Oamenilor de
Știință, al
Asociației folcloriștilor și etnografilor, al Ethno-web. Le Portail
de l’Anthropologue, al Open Anthropology Cooperative, în prezent este etnologul cu cea
mai înaltă notorietate din Ardealul de Nord si Nord-Vest, recunoscut și premiat ca Omul anului 2013, în județul Satu Mare.

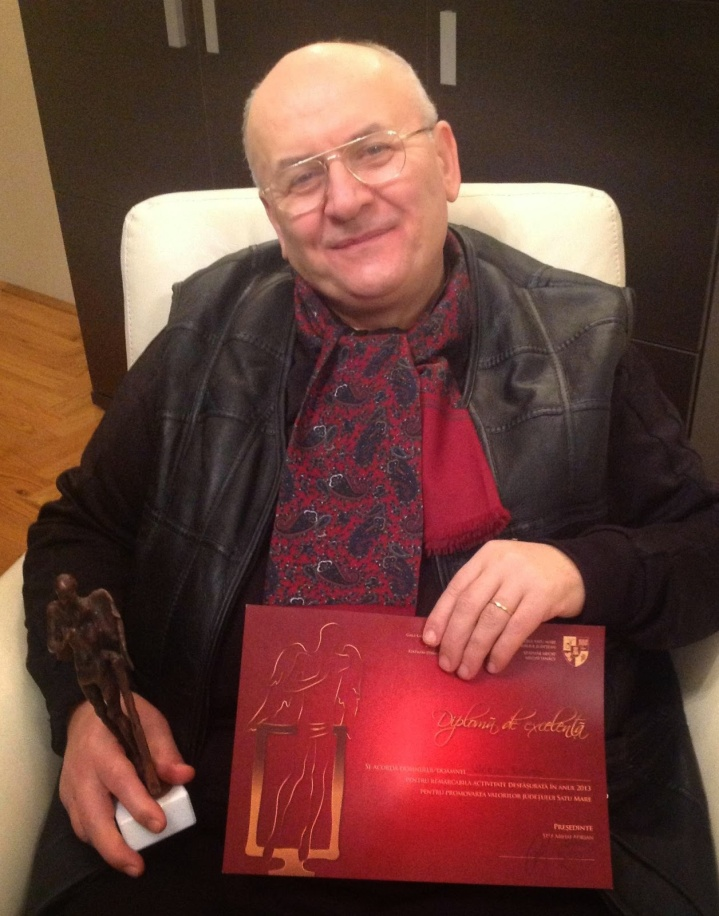
Viorel Rogoz cu premiul Omul anului 2013, în județul Satu Mare

### Publicații
A contribuit la publicarea unor volume colective
de cercetări 
În 1993 a
participat la un stagiu ca bursier al Centrului de Antropologie Culturală de pe
lângă Institutul de Sociologie „Ernest Solvay” al Universitatii Libere
Bruxelles. În 1998 a obtinut, prin concurs
de proiecte, o bursă de cercetare din partea Fundației Sörös „Pentru O Societate
Deschisă”, coordonată, la acea vreme, de Eduard Hedvig, viitor director al
Serviciului Român de Informații.       A
participat cu material cules din aria etnoculturală Maramureș, Satu-Mare și Sălaj la proiectul de mare impact în
lumea științifică lansat de celebra Brown
University (2004-2006): Romanian Love
Charms: Narrative on charming for fate Collected in: Satu Mare (Transilvania)
by Viorel Rogoz , dar și la un proiect al Institututului European de
Cultură din Luxemburg (director Sorina Capp).   

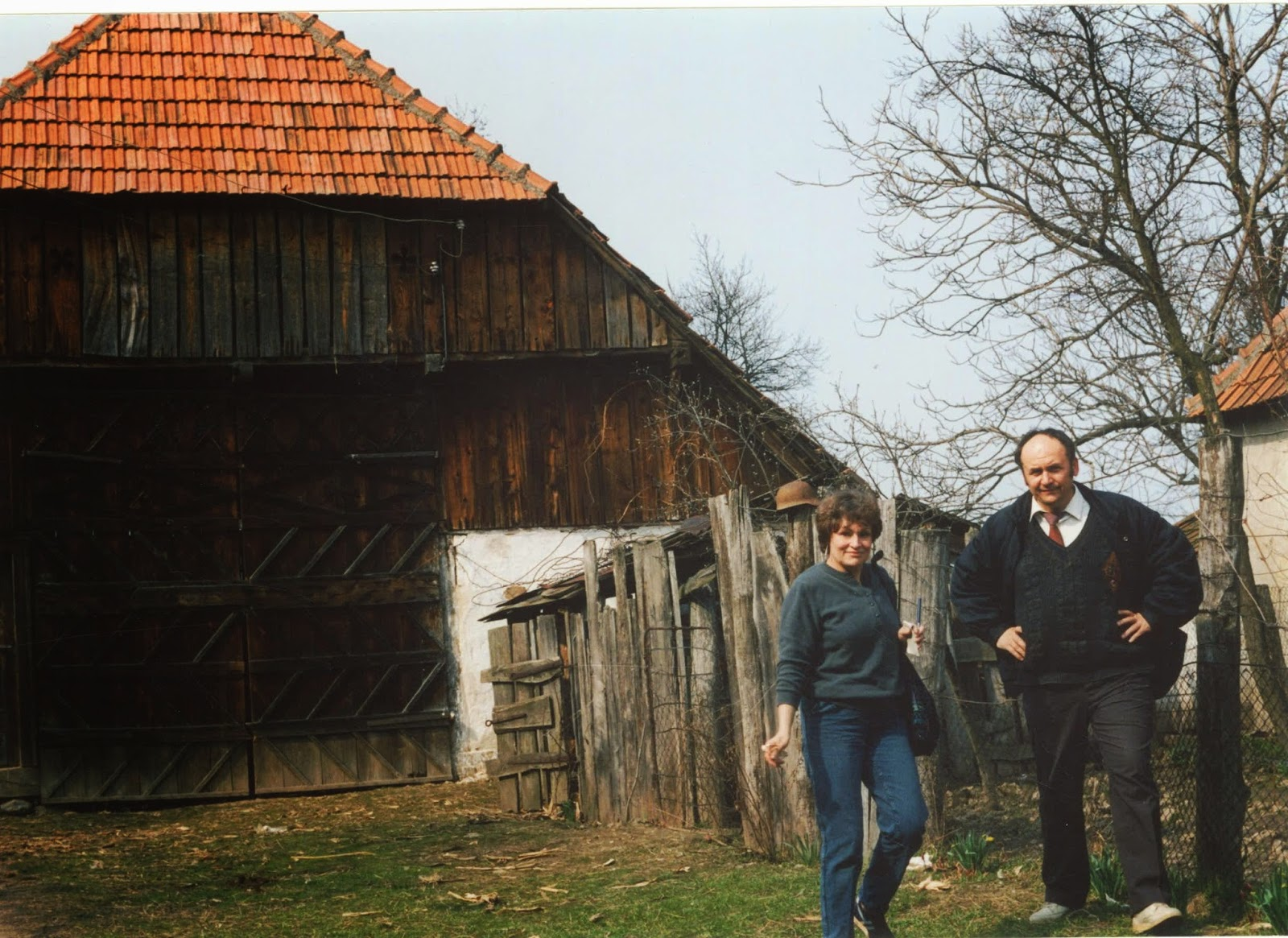
Prof. Marianne Mesnil - U.L.Bruxelles și Viorel Rogoz - U.N.Baia Mare în fața șurii lui Traian Groșan din PomiFoto: Jean-Jacques Van Mol

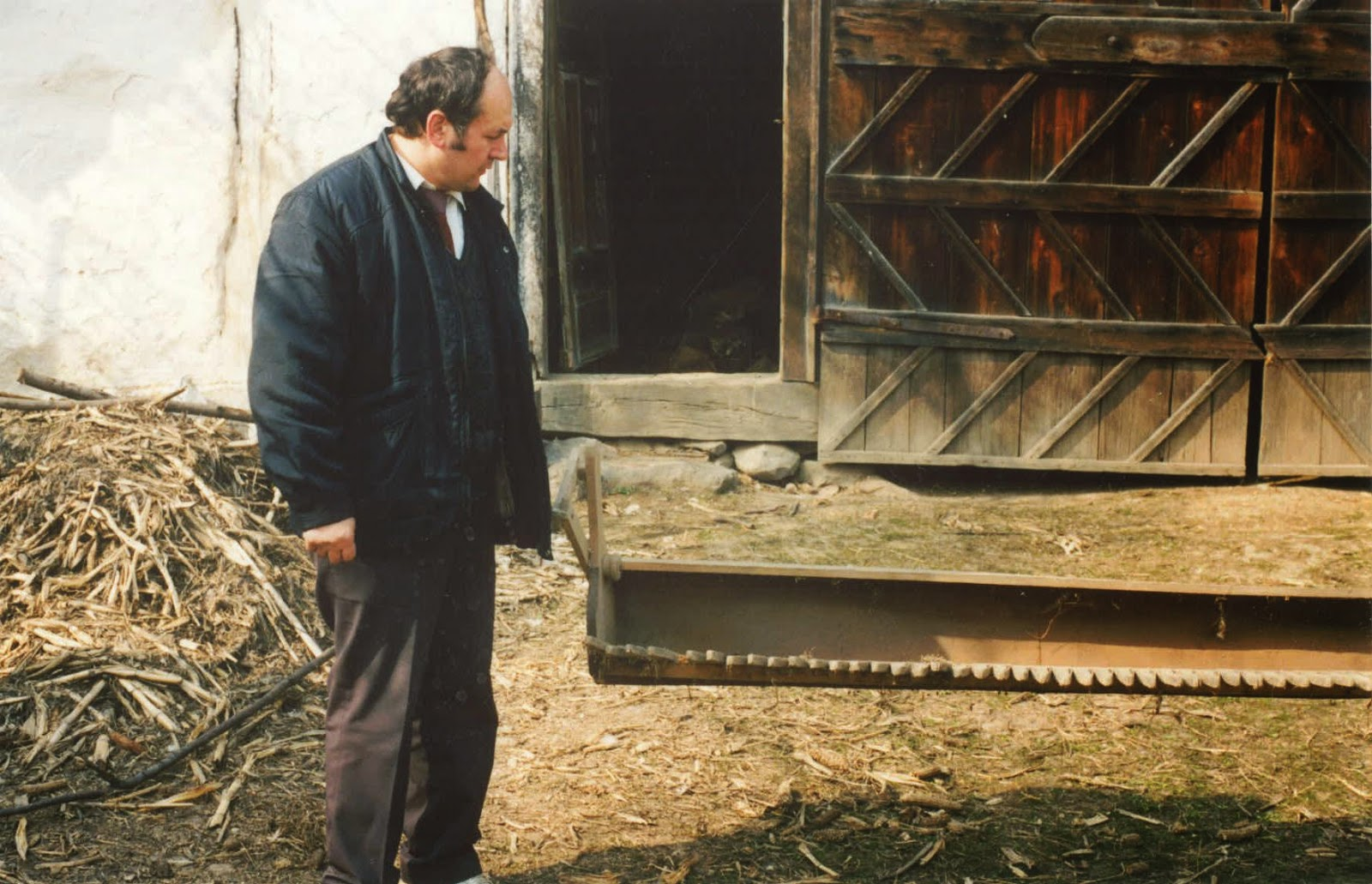
Instalație populară de prins lăcuste descoperită în loc. Pomi

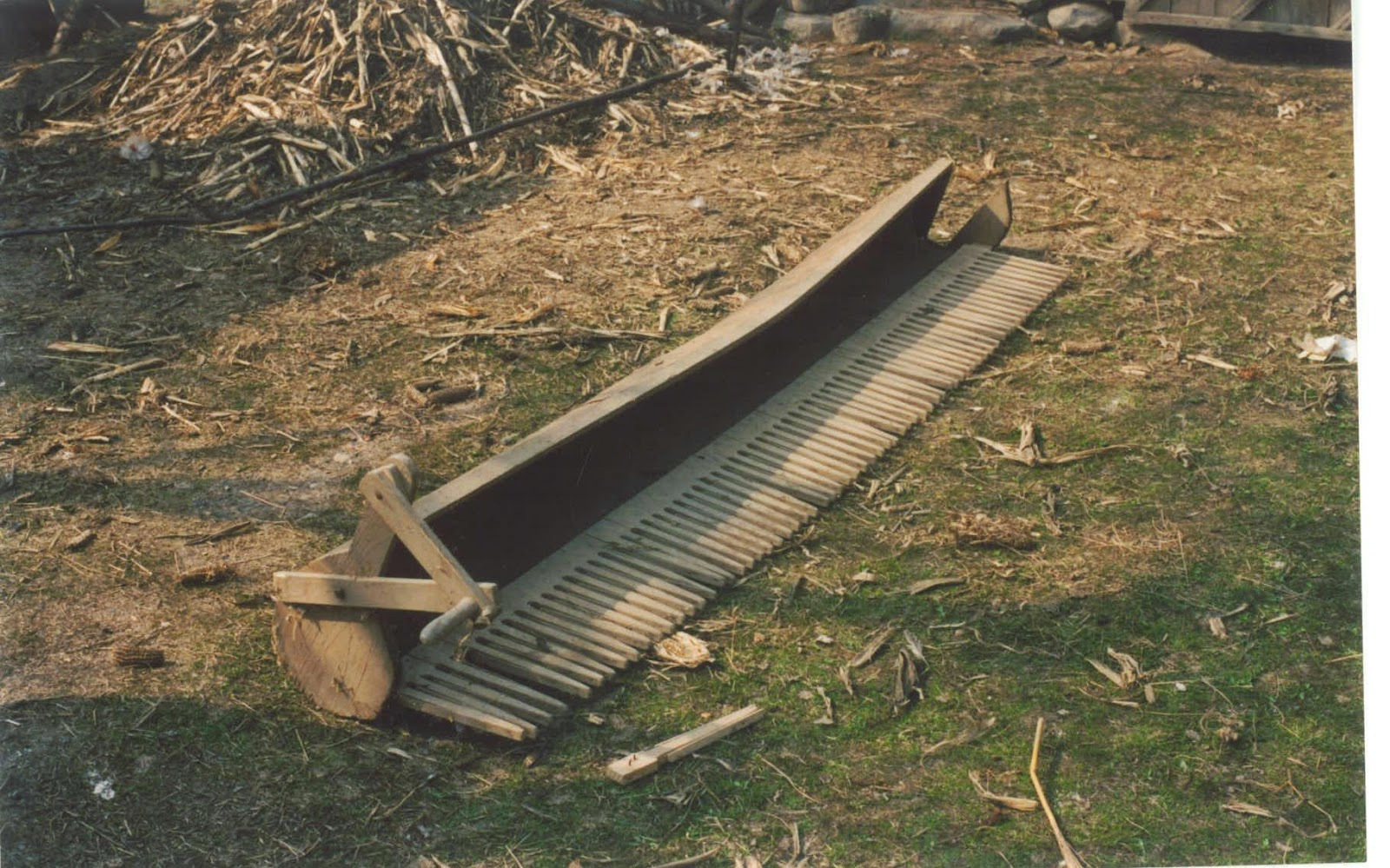
Instalație populară de prins lăcuste descoperită în loc. Pomi

Studiile etnologului Viorel Rogoz au fost preluate în publicații și baze de date ale unor importante instituții de cultură străine, a mai multor universități și publicații academice unele clasificate Thomson-ISI:
- Universitatea din Perugia [6]
- Universitata di Bari și „Sapienza”, Roma  [7]
- Institutul European de Cultură Luxemburg, seria "Documents" [8]
- Universitatea Brown, U.S.A.  [9]
- Universitatea Kent, Anglia  [10]
- International Bibliography of Anthropology, XLIV ...  [11]
- Université de Picardie „Jules Verne”, France  [12]
- Indianapolis  [13]
- Academia Republicii Moldova  [14]
- Monguz OPAC, Library of Museum of Ethnography, Ungaria
- Centrul Cultural Interetnic Transilvania

Dr. antropolog Sophie Haberbüsch acordă etnologului român votul pentru un studiu de-al său publicat în limba franceză pe Portail des Sciences humaines, ceea ce-l clasifică printre primii la Secțiunea „Articole de onoare”.  
Este citat și publicat de Directoarea Institutului European de Itinerare Culturale din Marele Ducat al Luxemburgului. 
Profesorul Rogoz se poate mândri cu mulți studenti ai săi, integrați în cercetarea antropologică europeană.   Între aceștia, Răzvan Roșu, aflat în prezent, cu o a doua bursă, la Jena, unde se specializează în Studii sud-est europene (Etnologia Balcanilor) cu Prof. Dr. Thede Kahl, savant recunoscut, membru plin al Academiei de Științe a Austriei.

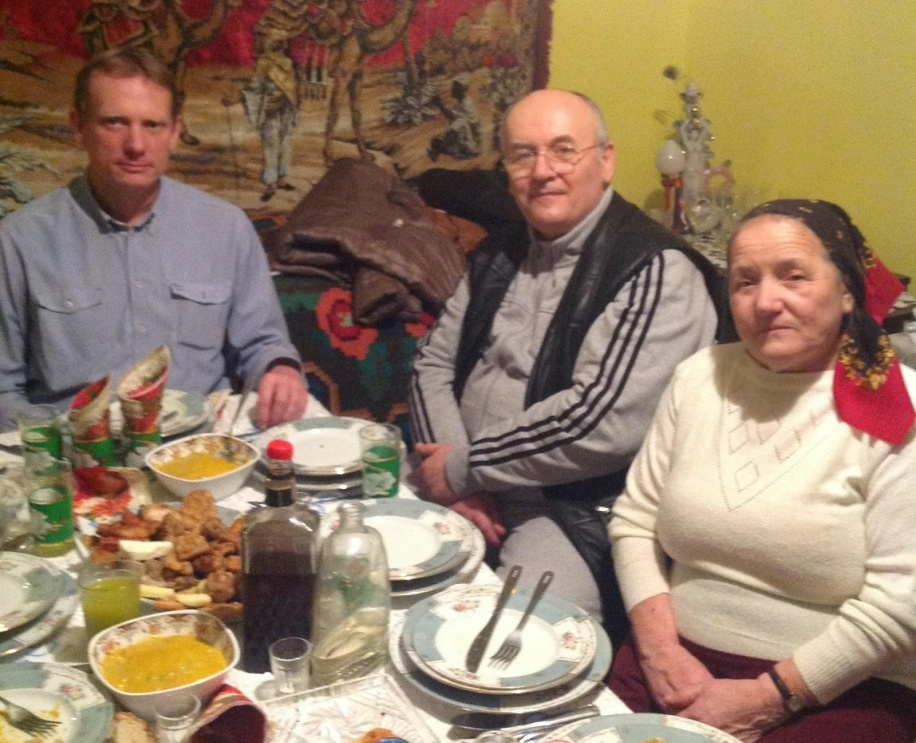
Prof. Thede Kahl și Viorel Rogoz, alături de Victoria Lelea, într-un stagiu de cercetare la Marna, în zona de graniță, lângă Carei

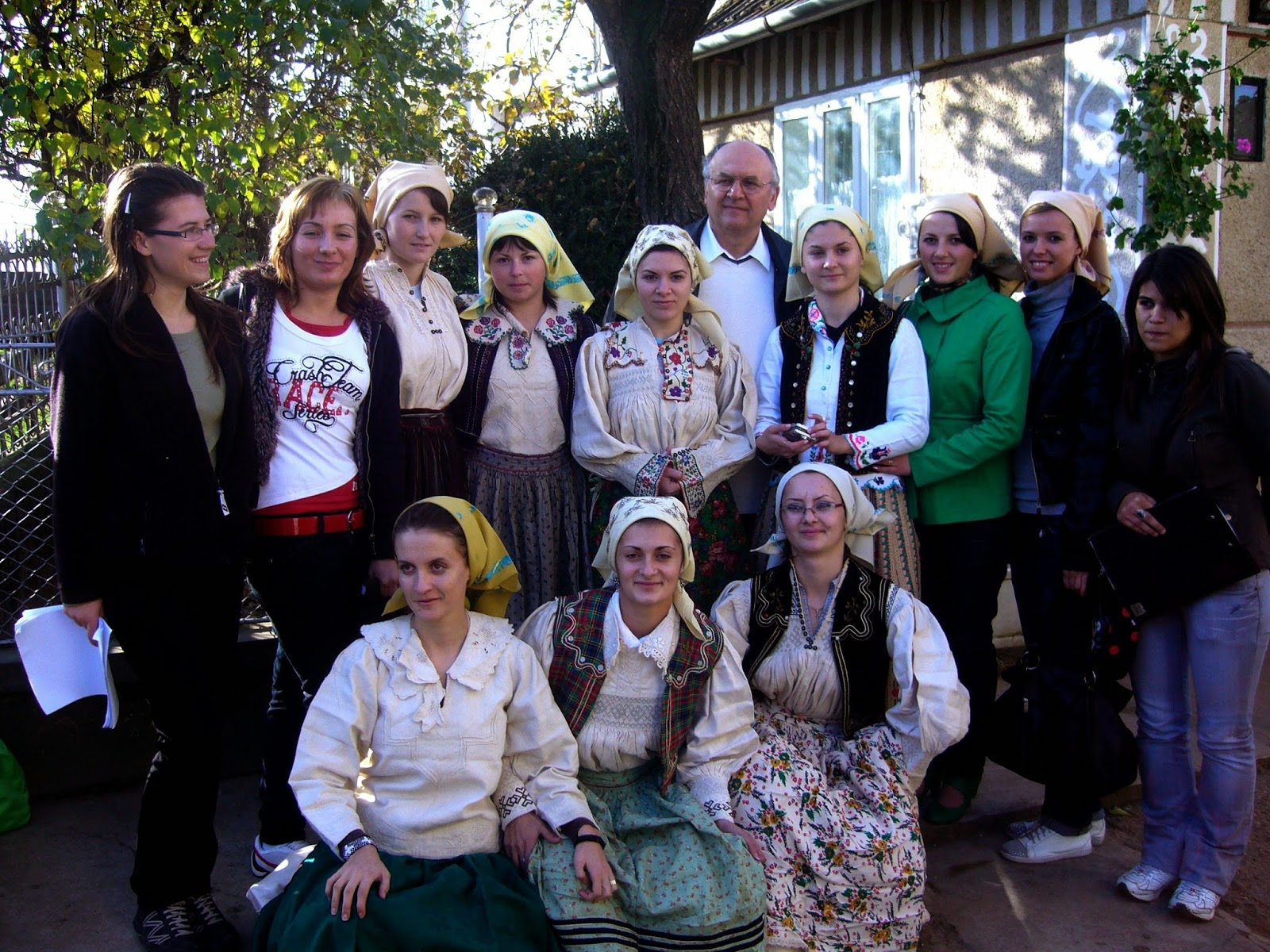
Cercetare etnologică cu studenții la Solduba, 2008

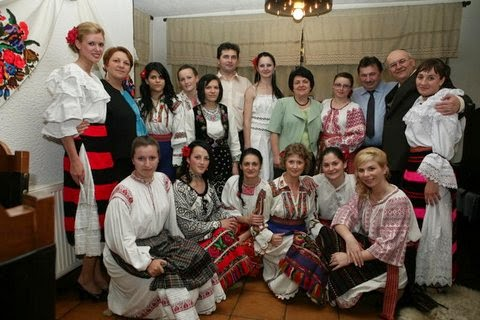
Viorel Rogoz cu absolvenți de la Etnologie

### Muzeul Etnografic al Țării Codrului
Etnologul Viorel Rogoz a urmărit
mișcarea europeană în domeniul muzeelor, a urmat un stagiu de pregătire, pe
etnobotanică, la Ecomuzeul din Treignes, a predat Muzeografie, Muzeologie
generală, Muzee românești în aer liber. În plus, a avut ideea realizării unui
muzeu în aer liber, a unui muzeu viu, și este inițiatorul Proiectului „Muzeul
Etnografic al Țării Codrului” de la Măriuș, un sat arhaic, atestat documentar
din 1424. Proiectul a fost inițiat în 2008 în parteneriat cu
Universitatea de Nord Baia Mare.
Muzeul
trebuia să devină, în concepția sa, un „Templu Spiritual Codrenesc”. Îl vedea
precum satul său natal la vremea copilăriei: „un sat codrenesc
răsfirat-spre-adunat, cu uliți străjuite de garduri împletite, acoperite cu
șindrilă sau paie, case vechi cu prispă-ngustă, pe tălpi din stejar masiv, șuri
încăpătoare, pătule, cotețe și fântâni de draniță cu cantaring; pomi umbroși
străjuiesc casa și olaturile: pruni, meri peri, nuci, cireși și duzi din soiuri
străvechi. Ogrăzile sunt semănate cu cereale: grâu, mei, alac, secară etc; garduri
vii și garduri de spini separă proprietățile, gardul de ruje (tulpini de
floarea soarelui) delimitează grădina, iar vrajnița cu boc asigură intrarea
carului tras de bivoli, boi sau cai. Satul muzeu va avea biserică, școală,
cimitir, moară, oloire, vâltoare, potcovărie, stupini, stână, șura danțului,
pălincie, arie (cu batoză, dibol, trier, stoguri) și, bineînțeles, o fântână a
satului”.  
Profesorul
preconiza ca Muzeul etnografic în aer liber de la Măriuș să devină un centru
de studiu al tradițiilor, iar în vecinătatea lui să fie amenajate mai multe
obiective turistice, strâns legate de tradițiile locului.
„În
apropiere, oaspeții vor putea savura un balmoș, caș proaspăt, berbec la proțap,
vizitând o stână turistică. Sau vor putea auzi istorisiri mirobolante despre
celebra vânătoare de albine, cunoscută în vechime sub numele de bărcuit. Vizitând o stupină, vizitatorii
vor afla cum arătau coșnițele vechi din nuiele de curpen frumos împletit,
știubeiele din trunchiuri de arbori, cioplite cu barda sau rămase în forma în
care prisăcarii din Codru le-or fi găsit. Acolo i se vor oferi călătorului
grăbit faguri picurând pe frunze răcoroase de varză, sau de viță sălbatică
trăitoare până astăzi, în sihlă, pe coastele însorite, și nu doar în mit”. 
Sătenii din Măriuș au donat 60 ha din
pământul strămoșesc în acest scop. Nume de rezonanță ale muzeologiei romanesti
- Ioan Godea, Cornel Bucur, Paula Popoiu, Radu Florescu, Ioan Opris, Cornel
Taloș, Tiberiu Graur - au asistat și îndrumat în permanență elaborarea
Proiectului „Muzeul Codrului”. Proiectul l-a gândit împreună cu arhitectul
Emanuil Vașvari, originar din Orțița. Profesorul Rogoz a obținut finanțare. A achizitionat, din banii statului, zeci de case, șuri, cotețe, hoboroace,
unele aflate într-o stare avansată de degradare.

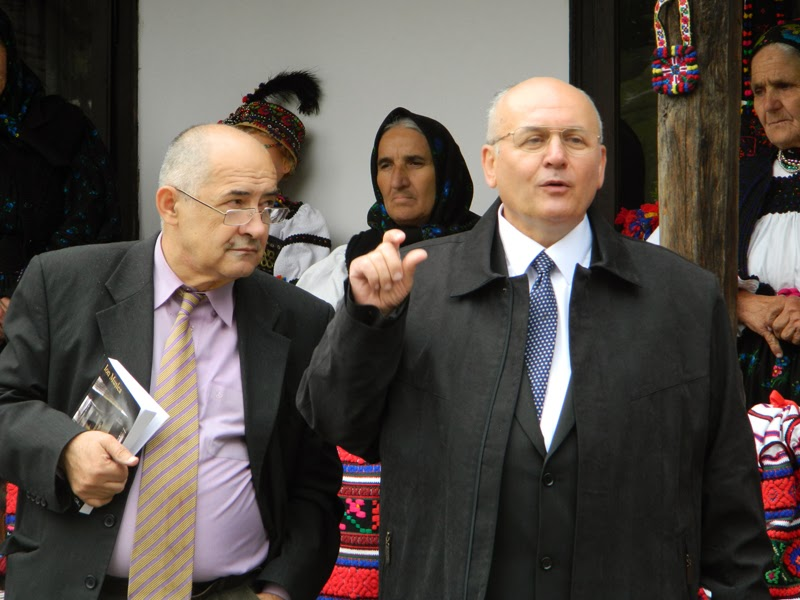
Ion Vădan și Viorel Rogoz la Negrești - Oaș, 2011

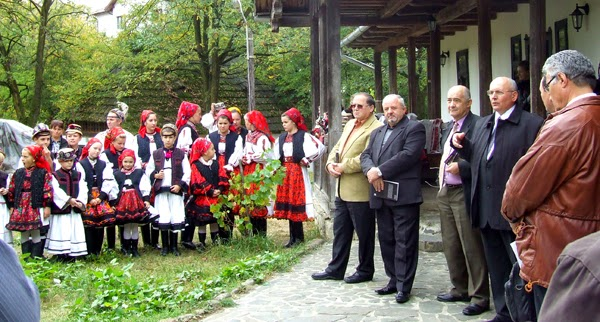
Lansare de carte (Mușlea) la Negrești-Oaș, 11 oct. 2011

### Revista Acolada
O perioadă de câțiva ani,(de la nr.9-2009 până la nr.5-2014, când
este victima unei tentative de asasinat) profesorul Viorel Rogoz a colaborat la revista lunară de literatură și
artă „Acolada” (director general
Radu Ulmeanu, director Gheorghe Grigurcu, redactor-șef Petre Got), revistă ce
apare sub egida Uniunii Scriitorilor din România.  
A semnat număr de număr
rubrica Etnologul român în „Epoca de
aur”. Sunt pagini care, reunite în curând într-un volum cu același titlu,
relevă alte laturi ale personalității complexe a contemporanului nostru Viorel
Rogoz. Prin articolele publicate în „Acolada”, o revistă de literatură și artă,
facem cunoștință nu doar cu etnologul, ci și cu scriitorul - cetățean împlicat
în viața socială, politică și culturală a timpului său, angajat în lupta pentru
adevăr, bine și frumos. Temperament pasional, prin stilul inconfundabil,
virulent, al unui pamfletar redutabil, Viorel Rogoz pune sub lupă aspecte ale
realității sociale contemporane, tare morale, trăsături de caracter. Procedeele
literare la care recurge scriitorul pentru crearea stilului personal, care
poate fi caracterizat prin ironie, satiră, caricatură,
sarcasm, violență verbală, sunt diverse, reprezentând toate nivelele limbii:
epitete, personificări, comparații, metafore, interogații și exclamații
retorice, trimiteri la înțelepciunea paremiologică sau la citate livrești, cu
precădere din latină sau franceză, ritm sacadat, uneori nervos, proza rimată
etc. 
„Am primit
„Acolada” și am citit „Etnologul...”, spune Dr. Mircea Moț, nu din motive extraestetice
(…), ci pentru rafinamentul narațiunii, trădând prozatorul Rogoz, pentru eul
spectaculos care se simte în spatele rostirii, al cărui portret se poate
contura de către cititor sub semnul unei aventuri singulare.” 

### Etimologia cuvintelor arhaice
Profesorul Viorel
Rogoz este pasionat de etimologia unor cuvinte arhaice din limba română, unele
persistente și în graiul oșenilor. Lansează o ipoteză senzațională, și anume că
oșenii sunt urmașii celților… 
Primul său contact
cu Țara Oașului a fost în vremea studenției, când, pregătind o comunicare
pentru Sesiunea Națională a Cercurilor Științiice Studențești, a avut
posibilitatea să parcurgă manuscrise cu texte culese din acest ținut nordic, de
o arhaicitate copleșitoare. Găsise într-un descântec din Racșa o expresie
pietrificată („apă leuroasă”).
Apoi a aflat că
oșenii, maramureșenii și o parte dintre codreni numesc butoaiele, în care
păstrează vinul și țuica, tonuri; în
franceză „toneau”. Dicționarele îl informează că francezii moșteniseră cuvântul
de la vechii celți (cuv. tunna). S-a ocupat
și de alte expresii pietrificate, uneori cu mari satisfacții, cercetările sale
axându-se pe consultarea celor 16 volume din „Corpus inscriptionum
latinarum".
A
început cercetările în legătură cu posibilele elemente celtice din subdialectul
maramureșean-oșean: brace (pantalonii
celților erau numiți braccae), certeză,
Cămârzana, tarniță, sâmbră, Tarna, vătaf, Trip ș.a. A susținut mai multe
comunicări pe tema enclavelor celtice și a moștenirii lingvistice pe care ne-au
lăsat-o.  
Dacă dicționarele franceze dau unele cuvinte de
origine celtică, cele cu rădăcina Ard-, lingvistul
Viorel Rogoz consideră că și în etnotoponimia Codrului există probe grăitoare
pentru același celtism „Ard”: Ardeal,
Ardud, Ardusat, Ardihat, Arduzel, Ardel. (Vezi și în Franța: Ardeni ,Ardèche)  
Ipoteza profesorului a stârnit reacții polemice:
„Conviețuirea celto-dacică a fost relativ îndelungată. Dar influnțele
reciproce, dintre celți și daci s-au manifestat în tot spațiul azi românesc, el
nefiind specific doar nordului. Însă în Maramureș, Oaș,
Codru, probabil, s-au conservat mai bine cuvintele arhaice, populația având un
potențial mai mare de a păstra aceste cuvinte.” 

### Familia în credințe, rituri, obiceiuri
Lucrarea „Familia
în credințe, rituri, obiceiuri”, apărută la Ed. Solstițiu, din Satu-Mare, în 2002, cu un Cuvânt înainte semnat de profesorul universitar Dumitru Pop, este o
carte de știință, scrisă pe baza confruntării riguroase a cercetărilor
întreprinse de autor pe teren, în Ținutul Codrului, cu o vastă bibliografie
românească și străină de specialitate.  
Problemele
fundamentale ale cărții sunt abordate în cinci capitole: Sinele și ceilalți (Omul comunitar), Relația Bărbat-femeie, Raportul
dintre generații (Funcțiile culturale ale familiei), Neamul – o entitate între
lumea reală și mit (Raportul cei
morți – cei vii), Rudenia
spirituală Nășia), după ce, în prealabil, autorul face precizări privind: Suportul antropogeografic al cercetării
(Ținutul Codrului), Orientarea metodologică, Perspectiva etnologică românească.
Lucrarea este însoțită apoi de: Lista
de informatori, Glosar și Bibliografia selectivă.
Așa cum profesorul
Dumitru Pop preconiza în Cuvântul înainte,
lectura acestei cărți de știință înseamnă „descoperirea sau redescoperirea unei
lumi pe cât de vechi, pe atât de interesantă și încărcată de ordine și
spiritualitate”, iar „cititorul înțelege astfel coeziunea satului nostru
tradițional, tipurile de înrudire și de relații existente în cuprinsul lui și
care s-au păstrat vreme îndelungată în practicile și credințele, în riturile și
miturile, în cântecele și jocurile, ca și în cadrul obiceiurilor satului; în
ultimă analiză, cititorul își poate explica însuși sistemul care stă la baza
vieții folclorice a unei comunități de tip tradițional, sau a unei zone, cum
este cea a Codrului.”
A fost o încântare
să citesc un asemenea studiu exhaustiv legat de această temă, o exegeză născută
din iubire, făcută cu dăruire și interes, scrisă într-o limbă românească
frumoasă, armonioasă, deloc impovărată de neologisme și regionalisme.
Nu putea să
sondeze adâncurile acestei problematici, ale sufletului românesc confruntat cu
atâtea necunoscute întâlnite de la naștere până la moarte, decât un om
pasionat, care s-a născut, a crescut, s-a format în acest univers spiritual,
lumea satului cu eresurile sale, un specialist bine informat, un profesionist
care a parcurs cu acribie o vastă bibliografie și care și-a impus experința de
teren - meticuloasă, dură, îndărătnică - a cercetătorului. 
Specialistul în
etnologie Viorel Rogoz s-a născut parcurgând cu pasiune și rigoare drumul de la
experiența de viață, la profesionalizare prin studiu, prin cercetare. Teza sa
de doctorat „Familia în credințe, rituri,
obiceiuri” „vrăjește si încântă” (Vasile Adasăscăliței),  încântă și
convinge, totodată.
„Temeinic gândită
și elaborată - subliniază profesorul Dumitru Pop în Cuvânt înainte -, cercetarea profesorului Viorel Rogoz va avea cu
siguranță un efect benefic în promovarea studiilor de acest gen” și un mesaj: „străvechea solidaritate umană, bazată pe
cultul valorilor spiritului, poate contribui efectiv la însănătoșirea lumii în
care trăim”.
Despre această
solidaritate umană străveche, specifică satelor românești tradiționale,
vorbește autorul cărții:
„Organizarea
socială a satului codrenesc n-a cunoscut, în evoluția sa istorică, diferențieri
tranșante în raport cu celelalte zone etnografice românești. Ea se bazează pe
un sistem de relații interpersonale, înglobând elemente de rudenie și
vecinătate”. 
„Neamul este alcătuit din două părți:
cel din lumea albă și cei din cealaltă lume. Ele comunică la date și
după ritualuri prestabilite (Sâmbăta morților, Rusalii, înmormântarea unui
individ din neam etc.) 
Sub aspect temporal, succesiunea pe
generații a neamului se pierde în străfundurile istoriei. Omul este nemuritor
prin neam. Ideea de continuitate a neamului l-a preocupat dintotdeauna pe om.
(…)
În
mentalitatea țărănească vecinătatea este văzută ca o prelungire a spațiului
familial (…), legătura familiei cu satul se făcea prin intermediul vecinilor." 
Am încercat să prezentăm foarte succint contribuția profesorului Viorel Rogoz la dezvoltarea etnologiei românești - și nu numai - cu toate că într-un Epitaf (adresat Maestrului Villon) se autocaracterizează ironic:
„În lumea asta-s un pârlit

(Mă chiar întreb: La ce-am trăit?)
N-am facut brumă de avere...

(Am mai iubit câte-o muiere...)
Iar tu îți râzi când vezi ce scriu...

(Rogoz? A fost un mort de viu..)
Lăsă în ciornă cinci tratate...

(Balast pentru posteritate...)”
Nu putem încheia fără să menționăm câteva citări
importane, venite din partea foștilor dascăli și mentori clujeni:
1) Ion Taloș, profesor  din Köln- Germania , în “Anuarul de folclor”, I, (1980, pag. 49-65) ”- citează contribuția lui V.
Rogoz la Corpusul Cimiliturii Românești–
aflat, pe atunci, în mss.,  de Folclor-a Academiei, Filiala Cluj.
2)Dumitru Pop,
prof. univ., în “Anuarul de folclor”nr. V-VII (1984-1986, pag.11-12) publicație
patronată de Academia Română- Filiala
Cluj, citează  cuvintele lui Viorel
Rogoz, din mss-ul tezei de doctorat-exemplarul „in extenso”(pt. că tov. acad. ing.
dr. Elena Ceaușescu a interzis depășirea a 199 p., scrise pe față și verso, iar
teza depășea 800 pag. Avea și un impozant Corpus
de texte)- unde viitorul doctor în filologie sublinia importanța unei teme prezente
în întreg spațiul european: mitologia
mormântului singuratic , căreia, la vremea     aceea, și nici „după”, nimeni, la noi, nu
i-a dedicat un studiu competent. Ideea lui V. Rogoz pornește de la legenda Calul Cioicului auzită în zona Codrului.
3)Ion Șeuleanu, prof.univ., fostul
asistent din studenție, îl citează pe Viorel Rogoz în lucrarea de mare
prestigiu științific: Nunta în
Transilvania ((în
contextul ceremonialului nupțial românesc), Târgu-Mureș, 2000.